# Kroatië op het Europees kampioenschap voetbal 2020
Kroatië was een van de deelnemende landen aan het Europees kampioenschap voetbal 2020. Het was de zesde deelname voor het land. Zlatko Dalić nam voor het eerst als bondscoach deel aan het EK voetbal. Kroatië werd in de achtste finale uitgeschakeld door Spanje.

## Kwalificatie

### Kwalificatieduels
|                                                |                          |         |               |                                                                             |
| 21 maart 2019 «onderlinge duels» 20.45 (UTC+1) | Kroatië                  | 2 − 1   | Azerbeidzjan  | Maksimirstadion, Zagreb Toeschouwers: 23.146 Scheidsrechter: Georgi Kabakov |
| 21 maart 2019 «onderlinge duels» 20.45 (UTC+1) | Barišić 44' Kramarić 79' | Verslag | 19' Sjejdajev | Maksimirstadion, Zagreb Toeschouwers: 23.146 Scheidsrechter: Georgi Kabakov |

|                                                |                       |         |           |                                                                               |
| 24 maart 2019 «onderlinge duels» 18.00 (UTC+1) | Hongarije             | 2 − 1   | Kroatië   | Groupama Arena, Boedapest Toeschouwers: 19.400 Scheidsrechter: William Collum |
| 24 maart 2019 «onderlinge duels» 18.00 (UTC+1) | Szalai 34' Pátkai 76' | Verslag | 13' Rebić | Groupama Arena, Boedapest Toeschouwers: 19.400 Scheidsrechter: William Collum |

|                                              |                                 |         |            |                                                                                |
| 8 juni 2019 «onderlinge duels» 15.00 (UTC+2) | Kroatië                         | 2 − 1   | Wales      | Stadion Gradski vrt, Osijek Toeschouwers: 17.061 Scheidsrechter: István Kovács |
| 8 juni 2019 «onderlinge duels» 15.00 (UTC+2) | Lawrence 17' (e.d.) Perišić 48' | Verslag | 77' Brooks | Stadion Gradski vrt, Osijek Toeschouwers: 17.061 Scheidsrechter: István Kovács |

|                                                   |           |         |                                                |                                                                                      |
| 6 september 2019 «onderlinge duels» 20.45 (UTC+2) | Slowakije | 0 − 4   | Kroatië                                        | Štadión Antona Malatinského, Trnava Toeschouwers: 18.098 Scheidsrechter: Felix Brych |
| 6 september 2019 «onderlinge duels» 20.45 (UTC+2) |           | Verslag | 45' Vlašić 46' Perišić 72' Petković 89' Lovren | Štadión Antona Malatinského, Trnava Toeschouwers: 18.098 Scheidsrechter: Felix Brych |

|                                                   |                |         |                   |                                                                         |
| 9 september 2019 «onderlinge duels» 20.00 (UTC+4) | Azerbeidzjan   | 1 − 1   | Kroatië           | Bakcell Arena, Bakoe Toeschouwers: 9.150 Scheidsrechter: Sandro Schärer |
| 9 september 2019 «onderlinge duels» 20.00 (UTC+4) | Khalilzada 72' | Verslag | 11' (pen.) Modrić | Bakcell Arena, Bakoe Toeschouwers: 9.150 Scheidsrechter: Sandro Schärer |

|                                                  |                             |         |                       |                                                                          |
| 10 oktober 2019 «onderlinge duels» 20.45 (UTC+2) | Kroatië                     | 3 − 0   | Hongarije             | Poljudstadion, Split Toeschouwers: 32.110 Scheidsrechter: Daniele Orsato |
| 10 oktober 2019 «onderlinge duels» 20.45 (UTC+2) | Modrić 5' Petković 24', 42' | Verslag | 19', 57' Kleinheisler | Poljudstadion, Split Toeschouwers: 32.110 Scheidsrechter: Daniele Orsato |

|                                                  |            |         |           |                                                                                  |
| 13 oktober 2019 «onderlinge duels» 19.45 (UTC+1) | Wales      | 1 − 1   | Kroatië   | Cardiff City Stadium, Cardiff Toeschouwers: 31.745 Scheidsrechter: Björn Kuipers |
| 13 oktober 2019 «onderlinge duels» 19.45 (UTC+1) | Bale 45+3' | Verslag | 9' Vlašić | Cardiff City Stadium, Cardiff Toeschouwers: 31.745 Scheidsrechter: Björn Kuipers |

|                                                   |                                     |         |                          |                                                                             |
| 16 november 2019 «onderlinge duels» 20.45 (UTC+1) | Kroatië                             | 3 − 1   | Slowakije                | Stadion Rujevica, Rijeka Toeschouwers: 8.212 Scheidsrechter: Clément Turpin |
| 16 november 2019 «onderlinge duels» 20.45 (UTC+1) | Vlašić 56' Petković 60' Perišić 74' | Verslag | 32' Boženík 23', 66' Mak | Stadion Rujevica, Rijeka Toeschouwers: 8.212 Scheidsrechter: Clément Turpin |

### Eindstand groep E
| Nr. | Land         | GW | W | G | V | DV | DT | DS  | Ptn |
| --- | ------------ | -- | - | - | - | -- | -- | --- | --- |
| 1   | Kroatië      | 8  | 5 | 2 | 1 | 17 | 7  | +10 | 20  |
| 2   | Wales        | 8  | 4 | 2 | 2 | 10 | 6  | +4  | 14  |
| 3   | Slowakije    | 8  | 4 | 1 | 3 | 13 | 11 | +2  | 13  |
| 4   | Hongarije    | 8  | 4 | 0 | 4 | 8  | 11 | -3  | 12  |
| 5   | Azerbeidzjan | 8  | 0 | 1 | 7 | 5  | 18 | -13 | 1   |

## EK-voorbereiding

### Wedstrijden
|                                              |             |       |             |                                                                             |
| 1 juni 2021 «onderlinge duels» 18:00 (UTC+2) | Kroatië     | 1 – 1 | Armenië     | Gradski Stadion, Velika Gorica Toeschouwers: 0 Scheidsrechter: Luka Bilbija |
| 1 juni 2021 «onderlinge duels» 18:00 (UTC+2) | Perišić 24' |       | 72' Wbeymar | Gradski Stadion, Velika Gorica Toeschouwers: 0 Scheidsrechter: Luka Bilbija |

|                                              |               |       |         |                                                                                |
| 6 juni 2021 «onderlinge duels» 20:45 (UTC+2) | België        | 1 – 0 | Kroatië | Koning Boudewijnstadion, Brussel Toeschouwers: 0 Scheidsrechter: Deniz Aytekin |
| 6 juni 2021 «onderlinge duels» 20:45 (UTC+2) | R. Lukaku 38' |       |         | Koning Boudewijnstadion, Brussel Toeschouwers: 0 Scheidsrechter: Deniz Aytekin |

## Het Europees kampioenschap
De loting vond plaats op 30 november 2019 in Boekarest. Kroatië werd ondergebracht in groep D, samen met Engeland, Schotland en Tsjechië.

### Uitrustingen
Sportmerk: Nike
| Thuis | Uit | Doelman |

### Selectie en statistieken
| Nr. | Naam              | Geboortedatum | GW |   |   |   |   |   |   | Club                  | Positie(s) |
| --- | ----------------- | ------------- | -- | - | - | - | - | - | - | --------------------- | ---------- |
| 1   | Dominik Livaković | 09-01-1995    | 4  | 0 | 0 | 0 | 0 | 0 | 0 | Dinamo Zagreb         | GK         |
| 2   | Šime Vrsaljko     | 10-01-1992    | 2  | 0 | 0 | 0 | 0 | 0 | 0 | Atlético Madrid       | RB, LB     |
| 3   | Borna Barišić     | 10-11-1992    | 1  | 0 | 0 | 0 | 0 | 1 | 0 | Rangers FC            | LB         |
| 4   | Ivan Perišić      | 02-02-1989    | 3  | 2 | 0 | 0 | 0 | 0 | 1 | Internazionale        | LW, RW, AM |
| 5   | Duje Ćaleta-Car   | 17-09-1996    | 2  | 0 | 2 | 0 | 0 | 0 | 0 | Olympique Marseille   | CB         |
| 6   | Dejan Lovren      | 05-07-1989    | 2  | 0 | 2 | 0 | 0 | 0 | 0 | Zenit Sint-Petersburg | CB         |
| 7   | Josip Brekalo     | 23-06-1998    | 3  | 0 | 0 | 0 | 0 | 2 | 1 | VfL Wolfsburg         | LW, RW     |
| 8   | Mateo Kovačić     | 06-05-1994    | 4  | 0 | 1 | 0 | 0 | 0 | 3 | Chelsea FC            | CM         |
| 9   | Andrej Kramarić   | 19-06-1991    | 4  | 0 | 0 | 0 | 0 | 2 | 2 | TSG Hoffenheim        | CF, AM, RW |
| 10  | Luka Modrić       | 09-09-1985    | 4  | 1 | 0 | 0 | 0 | 0 | 1 | Real Madrid           | CM, AM     |
| 11  | Marcelo Brozović  | 16-11-1992    | 4  | 0 | 2 | 0 | 0 | 1 | 1 | Internazionale        | CM         |
| 12  | Lovre Kalinić     | 03-04-1990    | 0  | 0 | 0 | 0 | 0 | 0 | 0 | Hajduk Split          | GK         |
| 13  | Nikola Vlašić     | 04-10-1997    | 4  | 1 | 0 | 0 | 0 | 2 | 2 | CSKA Moskou           | AM         |
| 14  | Ante Budimir      | 22-07-1991    | 1  | 0 | 0 | 0 | 0 | 1 | 0 | CA Osasuna            | CF         |
| 15  | Mario Pašalić     | 09-02-1995    | 2  | 1 | 0 | 0 | 0 | 2 | 0 | Atalanta Bergamo      | AM         |
| 16  | Mile Škorić       | 19-06-1991    | 0  | 0 | 0 | 0 | 0 | 0 | 0 | NK Osijek             | CB         |
| 17  | Ante Rebić        | 21-09-1993    | 4  | 0 | 0 | 0 | 0 | 1 | 3 | AC Milan              | LW, RW     |
| 18  | Mislav Oršić      | 29-12-1992    | 1  | 1 | 0 | 0 | 0 | 1 | 0 | Dinamo Zagreb         | LW, AM     |
| 19  | Milan Badelj      | 25-02-1989    | 0  | 0 | 0 | 0 | 0 | 0 | 0 | Genoa CFC             | DM, CM     |
| 20  | Bruno Petković    | 16-09-1994    | 4  | 0 | 0 | 0 | 0 | 2 | 2 | Dinamo Zagreb         | CF         |
| 21  | Domagoj Vida      | 29-04-1989    | 4  | 0 | 0 | 0 | 0 | 0 | 0 | Beşiktaş              | CB, RB, LB |
| 22  | Josip Juranović   | 16-08-1995    | 2  | 0 | 0 | 0 | 0 | 0 | 1 | Legia Warschau        | RB         |
| 23  | Simon Sluga       | 17-03-1993    | 0  | 0 | 0 | 0 | 0 | 0 | 0 | Luton Town            | GK         |
| 24  | Domagoj Bradarić  | 10-12-1999    | 0  | 0 | 0 | 0 | 0 | 0 | 0 | Lille OSC             | LB         |
| 25  | Joško Gvardiol    | 23-01-2002    | 4  | 0 | 0 | 0 | 0 | 0 | 1 | Dinamo Zagreb         | CB         |
| 26  | Luka Ivanušec     | 26-11-1998    | 3  | 0 | 0 | 0 | 0 | 3 | 0 | Dinamo Zagreb         | AM         |

### Wedstrijden
| Nr. | Land      | GW | W | G | V | DV | DT | DS | Ptn |
| --- | --------- | -- | - | - | - | -- | -- | -- | --- |
| 1   | Engeland  | 3  | 2 | 1 | 0 | 2  | 0  | +2 | 7   |
| 2   | Kroatië   | 3  | 1 | 1 | 1 | 4  | 3  | +1 | 4   |
| 3   | Tsjechië  | 3  | 1 | 1 | 1 | 3  | 2  | +1 | 4   |
| 4   | Schotland | 3  | 0 | 1 | 2 | 1  | 5  | -4 | 1   |

#### Groepsfase
|                                               |              |         |         |                                                                             |
| 13 juni 2021 «onderlinge duels» 14:00 (UTC+1) | Engeland     | 1 – 0   | Kroatië | Wembley Stadium, Londen Toeschouwers: 18.497 Scheidsrechter: Daniele Orsato |
| 13 juni 2021 «onderlinge duels» 14:00 (UTC+1) | Sterling 57' | Verslag |         | Wembley Stadium, Londen Toeschouwers: 18.497 Scheidsrechter: Daniele Orsato |

|                                               |             |       |                   |                                                                                   |
| 18 juni 2021 «onderlinge duels» 17:00 (UTC+1) | Kroatië     | 1 – 1 | Tsjechië          | Hampden Park, Glasgow Toeschouwers: 5.607 Scheidsrechter: Carlos del Cerro Grande |
| 18 juni 2021 «onderlinge duels» 17:00 (UTC+1) | Perišić 47' |       | 37' (pen.) Schick | Hampden Park, Glasgow Toeschouwers: 5.607 Scheidsrechter: Carlos del Cerro Grande |

|                                               |                                   |       |              |                                                                              |
| 22 juni 2021 «onderlinge duels» 20:00 (UTC+1) | Kroatië                           | 3 – 1 | Schotland    | Hampden Park, Glasgow Toeschouwers: 9.896 Scheidsrechter: Fernando Rapallini |
| 22 juni 2021 «onderlinge duels» 20:00 (UTC+1) | Vlašić 17' Modrić 62' Perišić 77' |       | 42' McGregor | Hampden Park, Glasgow Toeschouwers: 9.896 Scheidsrechter: Fernando Rapallini |

#### Achtste finale
|                                               |                                          |              |                                                                      |                                                                      |
| 28 juni 2021 «onderlinge duels» 18:00 (UTC+2) | Kroatië                                  | 3 – 5 (n.v.) | Spanje                                                               | Parken, Kopenhagen Toeschouwers: 22.771 Scheidsrechter: Cüneyt Çakır |
| 28 juni 2021 «onderlinge duels» 18:00 (UTC+2) | Pedri 20' (e.d.) Oršić 85' Pašalić 90+2' |              | 38' Sarabia 57' Azpilicueta 77' F. Torres 100' Morata 103' Oyarzabal | Parken, Kopenhagen Toeschouwers: 22.771 Scheidsrechter: Cüneyt Çakır |

HNS · A-internationals · Selecties · Bondscoaches · Statistieken · Kroatisch vrouwenelftal · Olympisch elftal · Kroatië U21 · Kroatië U20 · Kroatië U19 · Kroatië U18 · Kroatië U17 · Kroatië U16
1940 – 1956 ·
1990 – 1999 ·
2000 – 2009 ·
2010 – 2019 ·
2020 − 2029
EK's: 1996 · 
2000 · 
2004 · 
2008 · 
2012 · 
2016 · 
2020 · 
2024
WK's: 1998 · 
2002 · 
2006 · 
2010 · 
2014 · 
2018 · 
2022
1940 · 
1941 · 
1942 · 
1943 · 
1944 · 
1945–1955 · 
1956 · 
1957–1989 · 
1990 · 
1991 · 
1992 · 
1993 · 
1994 · 
1995 · 
1996 · 
1997 · 
1998 · 
1999 · 
2000 · 
2001 · 
2002 · 
2003 · 
2004 · 
2005 · 
2006 · 
2007 · 
2008 · 
2009 · 
2010 · 
2011 · 
2012 · 
2013 ·  
2014 · 
2015 · 
2016 · 
2017 · 
2018 ·
2019 ·
2020 ·
2021 ·
2022 ·
2023
Albanië ·
Andorra ·
Argentinië ·
Armenië ·
Australië ·
Azerbeidzjan · 
België ·
Bosnië en Herzegovina ·
Brazilië ·
Bulgarije ·
Canada ·
Chili ·
China ·
Cyprus ·
Denemarken ·
Duitsland ·
Ecuador ·
Egypte ·
Engeland ·
Estland ·
Finland ·
Frankrijk ·
Georgië ·
Gibraltar ·
Griekenland ·
Hongarije ·
Hongkong ·
Ierland ·
IJsland ·
Indonesië ·
Iran ·
Israël ·
Italië ·
Jamaica ·
Japan ·
Joegoslavië ·
Jordanië ·
Kameroen · 
Kazachstan ·
Kosovo ·
Letland ·
Litouwen ·
Liechtenstein ·
Mali ·
Malta ·
Marokko · 
Mexico ·
Moldavië ·
Nederland ·
Nigeria ·
Noord-Ierland ·
Noord-Macedonië ·
Noorwegen ·
Oekraïne ·
Oostenrijk ·
Peru ·
Polen ·
Portugal ·
Qatar ·
Roemenië ·
Rusland ·
San Marino ·
Saoedi-Arabië ·
Schotland ·
Senegal · 
Servië · 
Slovenië ·
Slowakije ·
Spanje ·
Tsjechië ·
Tunesië ·
Turkije ·
Wales ·
Wit-Rusland ·
Zuid-Korea ·
Zweden ·
Zwitserland
Argentinië (2018) ·
Argentinië (2022) ·
Australië (2006) ·
België (2022) ·
Brazilië (2006) ·
Brazilië (2014) ·
Brazilië (2022) ·
Denemarken (2018) ·
Duitsland (2008) ·
Engeland (2018) ·
Engeland (2021) ·
Frankrijk (2018) ·
Ierland (2012) ·
IJsland (2018) ·
Italië (2012) ·
Japan (2006) ·
Kameroen (2014) ·
Marokko (2022, 1) ·
Marokko (2022, 2) ·
Mexico (2014) ·
Nigeria (2018) ·
Oostenrijk (2008) ·
Polen (2008) ·
Rusland (2018) ·
Schotland (2021) ·
Spanje (2012) ·
Spanje (2021) ·
Tsjechië (2016) ·
Tsjechië (2021) ·
Turkije (2008) ·
Turkije (2016)